# Dominique Lavanant
Dominique Lavanant, född 24 maj 1944 i Morlaix, Bretagne, är en fransk skådespelerska.

## Roller i urval
- 1974 – Parade (ej krediterad)
- 1975 – En handelsresandes glöd
- 1977 – Pepparmint soda
- 1978 – Les bronzés
- 1979 – Les bronzés font du ski
- 1979 – En liten kärlekshistoria
- 1980 – Le Coup du parapluie
- 1985 – Rendez-vous
- 1985 – Ungkarlsbabyn
- 1988 – Quelques jours avec moi
- 1992 – Alexandrines berättelse
- 1994 – Den förargliga kopian
- 2006 – Les Bronzés 3: amis pour la vie